# Sweet Grass County
Sweet Grass County är ett county i delstaten Montana, USA. Countyt har 3 651 invånare (2010). Den administrativa huvudorten (county seat) är Big Timber och har 1 650 invånare (2000).

## Geografi
Enligt United States Census Bureau har countyt en total area på 4 823 km². 4 805 km² av den arean är land och 18 km² är vatten.

### Angränsande countyn
- Wheatland County, Montana - nord
- Golden Valley County, Montana - nordost
- Stillwater County, Montana - öst
- Park County, Montana - syd och väst
- Meagher County, Montana - nordväst